# الکس مالونی
الکس مالونی (انگلیسی: Alex Maloney؛ زادهٔ ۱۹ مارس ۱۹۹۲) قایقران قایق بادبانی اهل نیوزیلند است.